# Klaus Hanssen

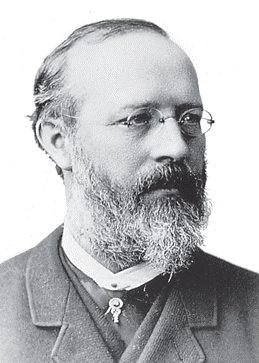
Klaus Hanssen.

Klaus Hanssen, född 23 maj 1844 i Bergen, död där 19 december 1914, var en norsk läkare. Han var bror till Gerhard Armauer Hansen.
Hanssen blev candidatus medicinæ 1872 och bosatte sig i Bergen 1898. Hans betydelse vilar på hans kamp mot tuberkulosen. Efter att justitiedepartementet 1894 hade anmodat honom och Michael Holmboe om att utarbeta ett lagförslag, framlade de ett sådant (1895), som blev grundval för 1900 års tuberkuloslag. 
År 1885 väckte Hanssen en diskussion om leprahospitalens övergång till tuberkuloshospital, och 1896 bestämdes, att Skt Jørgen's Hospital i Bergen skulle ombildas till bruk för lungsjuka. Detta hospital efterföljdes 1902 av Lyster sanatorium. Hanssen valdes 1901 till ordförande i den norska nationalföreningen mot tuberkulos. Även Hagevik kustsanatorium för skrofulösa barn tillkom på hans initiativ. Han innehade en mängd förtroendeuppdrag och valdes 1902 till hedersmedlem av den internationella tuberkulosbyrån. I en mängd skrifter behandlade han tuberkulosfrågan och internmedicinska spörsmål (hjärt- och njursjukdomar).